# رادوسینگ
رادوسینگ (به صربی: Radosinj) یک منطقهٔ مسکونی در صربستان است که در Opština Babušnica واقع شده‌است. رادوسینگ ۷۱ نفر جمعیت دارد.